# Пассауский договор
Пассауский договор  (нем. Passauer Vertrag) — соглашение, заключённое на сейме в Пассау, в июне[уточнить] 1552 года, между католическими и протестантскими имперскими чинами.
На основании этого договора признана свобода аугсбургского исповедания, отменен аугсбургский интерим, освобождены Иоганн-Фридрих Саксонский и Филипп Гессенский, а также обещана амнистия всем изгнанным во время Шмалькальденской войны. 15 августа договор был подписан императором Карлом V. С небольшими изменениями он обращён в Аугсбургский религиозный мир 1555 года.